# Mihai Căpățînă
Mihai Căpățînă (Slatina, 16 dicembre 1995) è un calciatore rumeno, centrocampista dell'Ordabasy.

## Carriera

### Club
Ha giocato nella prima divisione rumena.

### Nazionale
Ha giocato nella nazionale rumena Under-21.

## Palmarès

### Club

#### Competizioni nazionali
- Coppa di Romania: 2

Voluntari: 2016-2017
U Craiova: 2020-2021
- Supercoppa di Romania: 2

Voluntari: 2017
U Craiova: 2021